# Eurema celebensis
Eurema celebensis är en fjärilsart som först beskrevs av Wallace 1867. Eurema celebensis ingår i släktet Eurema och familjen vitfjärilar.
Artens utbredningsområde är Indonesien.